# 中央全面依法治国委员会
中央全面依法治国委员会，是中共中央议事协调机构，负责全面依法治国工作。

## 沿革
2017年10月，中共中央总书记习近平在中共十九大报告中，提出成立中央全面依法治国领导小组，加强对法治中国建设的统一领导。
2018年3月中共中央印发的《深化党和国家机构改革方案》称，“组建中央全面依法治国委员会。全面依法治国是中国特色社会主义的本质要求和重要保障。为加强党中央对法治中国建设的集中统一领导，健全党领导全面依法治国的制度和工作机制，更好落实全面依法治国基本方略，组建中央全面依法治国委员会，负责全面依法治国的顶层设计、总体布局、统筹协调、整体推进、督促落实，作为党中央决策议事协调机构。”

## 职责
2018年《深化党和国家机构改革方案》称，中央全面依法治国委员会“主要职责是，统筹协调全面依法治国工作，坚持依法治国、依法执政、依法行政共同推进，坚持法治国家、法治政府、法治社会一体建设，研究全面依法治国重大事项、重大问题，统筹推进科学立法、严格执法、公正司法、全民守法，协调推进中国特色社会主义法治体系和社会主义法治国家建设等。”

## 组成人员
| 中央全面依法治国委员会主任 1. 习近平 | 中央全面依法治国委员会副主任 - 李克强、栗战书、王沪宁 - 李強、趙樂際、蔡奇 |

## 办事机构
2018年《深化党和国家机构改革方案》称，中央全面依法治国委员会的日常办事机构是中央全面依法治国委员会办公室，设在中华人民共和国司法部机关。
| 中央全面依法治国委员会办公室主任 1. 郭声琨（2018年4月—，中央政法委书记兼） | 中央全面依法治国委员会办公室副主任 - 傅政华（2018年4月－2020年4月，司法部部长兼） - 陈一新（2018年3月－2023年3月，中央政法委秘书长兼） - 唐一军（2020年4月－2023年2月，司法部部长兼） - 贺 荣（2023年2月－，司法部部长兼） - 訚 柏 (2023年3月－，中央政法委秘书长兼) |